# Allium alexeianum
Allium alexeianum — вид рослин з родини амарилісових (Amaryllidaceae); поширений у Таджикистані й Узбекистані.

## Опис
Квітки червоно-рожеві. Листки синьо-зелені. Цибулини дрібні, білі.

## Поширення
Поширений у Таджикистані й Узбекистані.